# Панькив, Юрий Михайлович
Ю́рий Миха́йлович Па́нькив (укр. Юрій Михайлович Паньків; род. 3 ноября 1984, Львов) — украинский футболист, вратарь.

## Биография

### Клубная карьера
Воспитанник львовских «Карпат». В детско-юношеской футбольной лиге Украины начал выступать в 1998 году за «Карпаты». Затем он короткое время он играл за «Форум-Аякс» и УФК Львов. С 1999 года по 2001 вновь выступал за «Карпаты». В 2001 году выступал за луцкую «Волынь» в ДЮФЛ.
Ещё в 1999 году попадал в заявку на матчи «Карпат-2» во Второй лиге Украины. 28 апреля 2001 года дебютировал в составе «Карпат-2» в домашнем матче против «Тернополя» (7:0), Панькив вышел на 78 минуте вместо Назара Литвина. Кроме игры за «Карпаты-2» Панькив выступал за «Галичину-Карпаты» с 2001 года по 2004 год и сыграл в 40 играх во Второй лиге. В сезоне 2004/05 вместе с «Карпатами-2» стал бронзовым призёром Второй лиги Украины. За «Карпаты-2» провёл 28 игр. Панькив также попадал в заявку на матчи основной команды «Карпат».
В 2005 году выступал на правах аренды за бурштынский «Энергетик» в Первой лиге Украины и сыграл в 8 матчах, в которых пропустил 6 мячей. В «Энергетике» он выступал с другим арендованным игроком «Карпат» Николаем Грештой.
Вторую половину сезона 2005/06 провёл в другом перволиговом клубе «Газовик-Скала» из города Стрый. Всего за команду он сыграл в 4 играх. Летом 2006 года был отдан в аренду в новосозданный клуб «Львов», где провёл 10 матчей и пропустил 15 мячей. В декабре 2006 года Панькив был выставлен на трансфер «Карпатами». В составе «Карпат» Юрий не смог закрепиться из-за большой конкуренции на позиции вратаря.
В начале 2007 года подписал контракт с черниговской «Десной». 20 марта 2007 года сыграл единственный матч в составе команды в домашней игре против «Львова» (1:2), Панькив пропустил два мяча от Александра Мандзюка и Юрия Кудинова и на 31 минуте был заменён на Виктора Литвина.
Летом 2007 года перешёл в тернопольскую «Ниву». По признанию самого Панькива, именно в это время он думал о завершении карьеры футболиста. В сезоне 2007/08 «Нива» стала серебряным призёром Второй лиги. Всего за «Ниву» сыграл 23 матча.
В начале 2008 года подписал контракт с «Александрией», после того как прошёл просмотр. В команду его пригласил главный тренер Юрий Коваль, который ранее возглавлял «Ниву». В новой команде он получил 77 номер. 17 апреля 2009 года дебютировал в составе клуба в домашнем матче против ивано-франковского «Прикарпатья» (2:1), Панькив вышел на 50 минуте вместо Дмитрия Козаченко, который получил травму. Первые полгода Панькив был запасным вратарём, уступая место в основе Дмитрию Козаченко. В сезоне 2008/09 Юрий сыграл 5 матчей в которых пропустил 1 мяч, а «Александрия» стала бронзовым призёром.

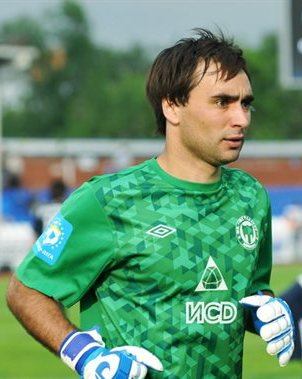
Во время игры за донецкий «Металлург» в 2013 году

В сезоне 2009/10 «Александрия» заняла 5 место в Первой лиги, а Панькив стал основным вратарём и сыграл 28 матчей. В сезоне 2010/11 Юрий провёл 29 игр, а «Александрия» стала победителем турнира и вышла в Премьер-лигу Украины.
8 июля 2011 года в 26 лет дебютировал в чемпионате Украины в 1 туре сезона 2011/12 выездном матче против полтавской «Ворсклы» (0:1). На 50 минуте Давид Таргамадзе вывел «Александрию» вперёд, с 58 минуты клуб играл в меньшинстве после удаления Андрея Гитченко. На 77 минуте арбитр назначил пенальти в ворота «Александрии», который неудачно пробил Сергей Закарлюка, так как его парировал Панькив. После матча Юрий признался, что прыгать в правый угол ему подсказал тренер-вратарей Андрей Ковтун. Также сайты Football.ua и UA-Футбол включили его в символическую сборную тура.
Несмотря на то, что в первой половине 2011/12 Панькив в 20 играх пропустил 39 мячей к его игре претензий нет. В этом сезоне он сыграл во всех 30 играх чемпионата, в которых пропустил 58 мячей. «Александрия» заняла последнее 16 место и вылетела в Первую лигу.
В июне 2012 года перешёл в киевский «Арсенал», вместе с партнёром по «Александрии» Андреем Гитченко.
В январе 2013 года подписал контракт на 3 года и перешёл в донецкий «Металлург», вместе с партнёром по «Арсеналу» Владимиром Полевым. Дебютировал в первом же матче весенней части сезона в игре против харьковского «Металлиста».
Летом 2015 года «Металлург» объявил себя банкротом, вакантное место в Премьер-лиге Украины заняла днепродзержинская «Сталь», куда и перешёл Юрий Панькив. Взяв себе 79 номер.
23 октября 2022 года в игре против «Металлист 1925» провёл свой юбилейный, 250-й, матч в чемпионатах Украины.

### Карьера в сборной
7 марта 2001 года сыграл за юношескую сборную Украины до 17 лет в матче квалификации чемпионата Европы 2001 против Турции (1:2). Также, кроме юношеской сборной, вызывался в молодёжную и в национальную сборные Украины, но так и не сыграл в их составе ни одной игры.

## Достижения

### Командные
«Александрия»
- Бронзовый призёр чемпионата Украины: 2018/19
- Победитель Первой лиги Украины: 2010/11
- Бронзовый призёр Первой лиги Украины: 2008/09

«Нива» (Тернополь)
- Серебряный призёр Второй лиги Украины: 2007/08

«Карпаты» (Львов)
- Бронзовый призёр Второй лиги Украины: 2004/05